# Downriver Stars
Die Downriver Stars waren ein US-amerikanisches Eishockeyfranchise der All-American Hockey League aus Trenton, Michigan.

## Geschichte
Die Downriver Stars nahmen zur Saison 1986/87 als eines von fünf Gründungsmitgliedern den Spielbetrieb in der All-American Hockey League auf. In ihrer Premierensaison belegten die Stars den zweiten Platz in der regulären Saison. Zur folgenden Spielzeit änderte die Mannschaft aus Marketinggründen ihren Namen in Michigan Stars, konnte jedoch nicht die nötigen finanziellen Mittel zur Aufrechterhaltung des Spielbetriebs aufbringen, sodass die Mannschaft am 30. November 1987 den Spielbetrieb einstellte und das Franchise anschließend aufgelöst wurde.

## Saisonstatistik
Abkürzungen: GP = Spiele, W = Siege, L = Niederlagen, T = Unentschieden, OTL = Niederlagen nach Overtime SOL = Niederlagen nach Shootout, Pts = Punkte, GF = Erzielte Tore, GA = Gegentore, PIM = Strafminuten
| Saison  | GP | W  | L  | T | OTL | SOL | Pts | GF  | GA  | Platz    | Playoffs |
| 1986–87 | 32 | 21 | 11 | 0 | —   | —   | 42  | n/a | n/a | 2., AAHL |          |
| 1987–88 | 14 | 2  | 12 | 0 | —   | —   | 4   | 68  | 130 | 8., AAHL |          |